# Begonia rubromarginata
Espèce
Statut de conservation UICN

 EN B2ab(iii) : En danger
Begonia rubromarginata est une espèce de plantes de la famille des Begoniaceae.
L'espèce fait partie de la section Tetraphila.
Elle a été décrite en 1904 par Ernest Friedrich Gilg (1867-1933).

## Répartition géographique
Cette espèce est originaire des pays suivants : Cameroun ; Nigéria.